# Naomi J. Halas
Naomi J. Halas (* 1957) ist eine US-amerikanische Physikerin und Nano-Ingenieurin an der Rice University. Sie arbeitet im Grenzgebiet von Optik und Nanowissenschaften, der Nanophotonik.
1980 erwarb Halas an der La Salle University einen Bachelor in Chemie, 1984 am Bryn Mawr College einen Master in Physik und 1987 ebendort und am Thomas J. Watson Research Center (IBM) einen Ph.D. in Physik. Als Postdoktorandin arbeitete sie an den AT&T Bell Laboratories. Seit 1989 gehört sie zum Lehrkörper der Rice University, zunächst als Assistant Professor, ab 1994 als Associate Professor, ab 1999 mit einer ordentlichen Professur. An der Rice University ist sie (Stand 2018) Stanley C. Moore Professor in Electrical and Computer Engineering, außerdem hat sie Professuren für Chemie, Physik, Astronomie, Bioingenieurwesen, Materialwissenschaften und Nanoingenieurwesen inne. Halas ist Gründungsdirektorin des Smalley-Curl Institute für Nanophotonik.
Halas ist für die Einführung von Nanopartikeln mit abstimmbaren optischen Resonanzen und das Konzept der Plasmon-Hybridisierung zur Erklärung ihrer Eigenschaften bekannt. Sie revolutionierte damit – gemeinsam mit ihrem Ehemann Peter Nordlander, mit dem sie viel zusammenarbeitet – das Verständnis der optischen Eigenschaften metallischer Nanostrukturen. Sie bemüht sich besonders um die Anwendbarkeit der entwickelten Nanoobjekte, zum Beispiel für die Krebstherapie oder die direkte Nutzbarmachung von Sonnenenergie.
Halas hat (Stand August 2025) einen h-Index von 171.

## Auszeichnungen (Auswahl)
- 2001 Fellow der American Physical Society[3]
- 2005 Fellow der American Association for the Advancement of Science
- 2007 Ehrendoktorat der La Salle University
- 2009 Mitglied der American Academy of Arts and Sciences[4]
- 2012 Ehrendoktorat der University of Victoria
- 2013 Mitglied der National Academy of Sciences[5]
- 2014 Mitglied der National Academy of Engineering[6]
- 2015 R. W. Wood Prize der Optical Society of America[1]
- 2017 Willis-E.-Lamb-Preis der Konferenz für Physics of Quantum Electronics (PQE)[7]
- 2017 Weizmann Women in Science Award[8]
- 2018 Julius-Edgar-Lilienfeld-Preis der American Physical Society[9]
- 2019 ACS Award in Colloid Chemistry
- 2025 Benjamin Franklin Medal des Franklin Institute